# Renitenz

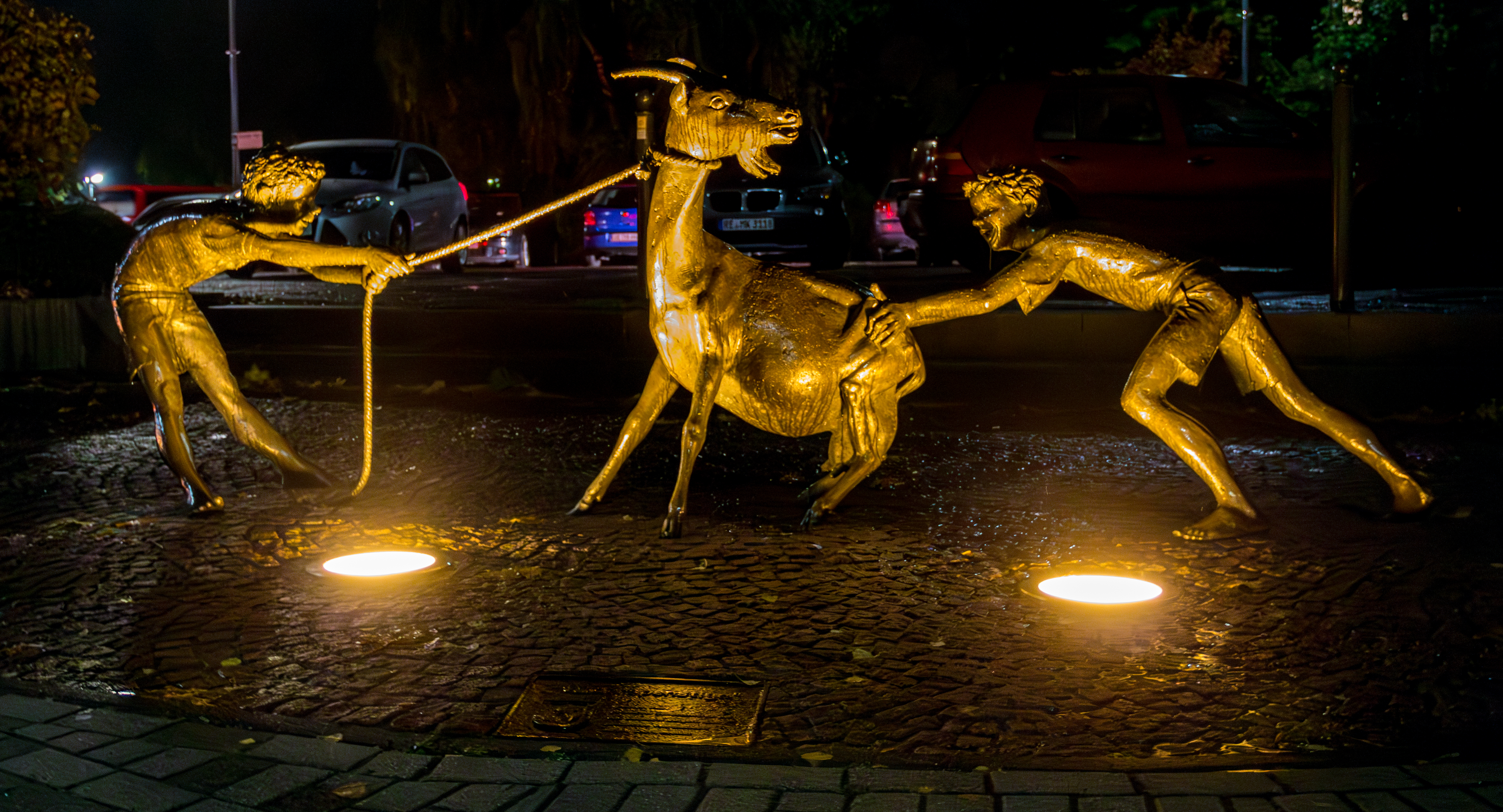
Die Widerspenstige,
(Skulptur von Jürgen Ebert, 1996) am Nieströter Platz in Dülmen.

Der Begriff Renitenz (lat. renitent: widersetzlich, widerspenstig) bedeutet Aufsässigkeit, Widerspenstigkeit, Kompromisslosigkeit, Ungehorsam, Störrischkeit, Bockigkeit.
Allgemein beschreibt der Begriff Renitenz ein Sozialverhalten einer Einzelperson bzw. Gruppe.

## Begrifflichkeit
In seiner einfachsten Anwendung bedeutet „renitent sein“ zunächst, einem Druck – dieser kann gerechtfertigt oder ungerechtfertigt sein – zu widerstehen. Auch beschreibt Renitenz das Vorgehen, sich permanent in Opposition zu einer vorherrschenden Meinung/Sichtweise zu positionieren („egal was es ist, ich bin dagegen!“). Schließlich wird im allgemeinen Sprachgebrauch der Begriff der Renitenz angewandt, um ein Verhalten zu klassifizieren, welches Recht und Ordnung verweigert.
So wird der Begriff zum Beispiel in der Pädagogik benutzt, um die Aktivität eines Kindes oder Jugendlichen als regelwidrig, d. h. nicht konform, nicht regeltreu oder abwegig zu beschreiben. Weitaus bekannter ist hierfür jedoch die umgangssprachliche Bezeichnung „bockig“ als entsprechendes Synonym. Auch erwachsene Menschen, die sich regelwidrig bzw. aufsässig verhalten, werden zuweilen als „renitent“ bezeichnet.
Historisch wurde in der Zeit der Leibeigenschaft zumeist eine Verhaltensweise von Untergebenen gegenüber einer (weltlichen oder kirchlichen) Obrigkeit von Monarchie und Feudaladel benannt und als falsch gekennzeichnet bzw. herabgestuft. Ein bekanntes Beispiel ist die Renitente Kirche ungeänderter Augsburgischer Konfession in Hessen, die auch als Hessische Renitenz bzw. Renitente Kirche bekannt geworden ist.

## Obrigkeit und Rechtswesen
In neuerer Zeit wird der Begriff, neben der klassischen Bedeutung, zunehmend auch als politischer Kampfbegriff gegen Akteure der Staatsgewalt (d. h. Exekutive, Legislative und Judikative) verwendet. Ziel ist es dabei Obrigkeiten, welche sich nach eigener Einschätzung nicht an rechtsstaatliche Vorgaben halten (wollen),  zu bezeichnen bzw. zu bezichtigen. Als Beispiel wird hierbei die Diskussion über renitente Vollzugsbehörden (vgl. dazu Strafvollzug als Exekutive) angeführt.